# Aloe arborescens
A. arborescens je substropska sukulentna raslina iz družine zlatokorenovk (Asphodelaceae). Doma je v Afriki v Natalu, Cape Provinci v Južnoafriški republiki in Malaviju.
Znana je pod imeni drevesasta aloja, zdravilna aloja in krokodilov jezik.

## Opis
V naravi zraste do pet metrov visoko in ima približno 10 cm debelo steblo. Stari listi se v sušnem obdobju posušijo. Listi rastejo v rozeti, so svetlozeleni z rahlim modrikastim poprhom, do 5 cm široki in do 60 cm dolgi. Na robovih listov so mehke tope bodice. Cveti z rdečimi cvetovi v socvetju, v rastlinjakih na Slovenskem cvetijo februarja. Koreninski sistem je močan, z dolgimi sočnimi koreninaimi, ki se tudi v loncu razrastejo do nekaj metrov dolžine.

## Sinonimi
Kot sinonimi se pojavljajo imena:
Aloe perfoliata 

Aloe arborea 

Aloe fruticosa

## Vzgoja
Rastlino je enostavno vzgajati. Gojena zraste dober meter v višino in se kmalu razveja. Liste ima ožje in tanjše kot v naravi, barvo listov pa temnejšo. Poleti jo vzgajamo kot zunanjo rastlino, pozimi pa jo prezimimo podobno kot kaktuse, v hladnem in svetlem prostoru z občasnim zalivanjem.

## Uporaba
A. arborescens naj bi bila bolj učinkovita kot vrsta Aloe vera. Kljub temu vrsta in njeni zdravilni učinki še niso dovolj raziskani. Uporablja se za lajšanje pikov žuželk, kot so čebelji in osji piki, ter za pomoč pri želodčnih in črevesnih boleznih. Dokaj uporabno je novejše znanje o A. arborescens' v povezavi z zdravljenjem raka.